# Squatina pseudocellata
Squatina pseudocellata — вид рода плоскотелых акул одноимённого семейства отряда скватинообразных. Эти акулы встречаются в юго-восточной части Индийского океана на глубине до 312 м. Максимальная зарегистрированная длина 75,1 см. У них уплощённые голова и тело, внешне они похожи на скатов, но в отличие от последних жабры скватин расположены по бокам туловища и рот находится в передней части рыла, а не на вентральной поверхности. Эти акулы размножаются путём яйцеживорождения. Не представляют интереса для коммерческого рыбного промысла.

## Таксономия
Впервые вид был научно описан в 2008 году. Голотип представляет собой взрослого самца длиной 75,1 см, пойманного у Дорре Айленда, Западная Австралия (25°09′ ю. ш. 112°09′ в. д.) на глубине 312 м. Паратипы: неполовозрелые самцы длиной 41,2-64,7 с, и самка длиной 64 см пойманные у берегов Порт Хедленда на глубине 142—269 м; неполовозрелый самец длиной 31,9 см и самка длиной 37,6 см, пойманные в архипелаге Дампье на глубине 256 м и 175—178 м..
Видовое название происходит от слов др.-греч. ψευδής — «ложный» и лат. ocellus — «глазок» и объясняется наличием отметин в виде «глазков» на грудных плавниках.

## Ареал
Squatina pseudocellata обитают в юго-восточной части Индийского океана у берегов Западной Австралии. Эти акулы встречаются на континентальном шельфе и верхней части материкового склона на глубине от 142 до 312 м.

## Описание
У Squatina pseudocellata довольно стройное уплощённое тело, широкая и плоская голова с коротким закруглённым рылом и широкие крыловидные грудные и брюшные плавники. Самая широкая часть расположена в районе брюха. Хвост уплощён. Брюшная область слегка вытянута. Тело покрыто плакоидной чешуёй. 

## Биология
Squatina pseudocellata размножаются яйцеживорождением. Вероятно, роды происходят круглый год.

## Взаимодействие с человеком
Вид не представляет интереса для коммерческого рыбного промысла. Данных для оценки Международным союзом охраны природы статуса сохранности вида недостаточно. 